# Η
Eta（大写Η，小写η，中文音译：伊塔、艾塔），是第七个希腊字母。
大写Η用于：
- 在信息论上，信息的熵。

小写η用于：
- 在热力学上，卡诺循环的效率 。
- 在物理上， η 用作物理学上，机械的机械效率。
- 在统计学上，η 用作母體中位數； η² 用作偏回归系数。
- 在化學上，配基前標示ηn表示其哈普托數為n。
- 在實驗粒子物理學上， η 用作運動中粒子的贗快度。
- 在電磁學上，η用作本質阻抗，可進行H(磁場強度)與E(電場強度)轉換。